# Packsattel
Packsattel är ett bergspass i Österrike.   Det ligger i distriktet Wolfsberg och förbundslandet Kärnten, i den östra delen av landet, 170 km sydväst om huvudstaden Wien. Vier Töre ligger 1 160 meter över havet.
Terrängen runt Vier Töre är kuperad. Närmaste större samhälle är Wolfsberg, 16,8 km sydväst om Vier Töre. 
I omgivningarna runt Vier Töre växer i huvudsak blandskog. Runt Vier Töre är det ganska tätbefolkat, med 78 invånare per kvadratkilometer.